# Plectoptera martinicae
Plectoptera martinicae är en kackerlacksart som beskrevs av Bonfils 1969. Plectoptera martinicae ingår i släktet Plectoptera och familjen småkackerlackor. Inga underarter finns listade i Catalogue of Life.